# Виктория Евгения Фернандес де Кордоба
Виктория Евгения Фернандес де Кордоба и Фернандес де Хенестроса (исп. Victoria Eugenia Fernández de Córdoba y Fernández de Henestrosa; 16 апреля 1917, Мадрид — 18 августа 2013, Севилья) — испанская аристократка и грандесса, 18-я герцогиня де Мединасели (1956—2013), глава дома Мединасели, одной из самых крупных аристократических семей в Испании. Основатель и почетный президент Фонда герцогского дома Мединасели.

## Биография
Она родилась в Мадриде (Испания) 16 апреля 1917 года. Старшая дочь Луиса Хесуса Фернандеса де Кордобы и Салаберта (1879—1956), 17-го герцога де Мединасели (1880—1956), от первого брака с Аной Марией Фернандес де Хенестроса и Гайосо де лос Кобос (1879—1939), дочери Игнасио Фернандеса де Хенестроса и Сантистебан, 8-го графа де Мориана-дель-Рио и 16-го маркиза де Камараса.
Она была крещена в королевском дворце в Мадриде, её крестными родителями были король Альфонсо XIII и королева Виктория Евгения, в честь которой её и назвали. В семье Викторию Евгению назвали «Мими».
В 1931 году семья герцогов Мединасели покинула Мадрид, присоединившись в изгнании к королевской семье. В 1938 году семья вернулась в Севилью, но в следующем году умерла мать Виктории.
В 1951—1956 годах Виктория Евгения Фернандес де Кордоба носила титул 16-й герцогини де Алькала-де-лос-Гасулес.
13 июля 1956 года после смерти своего отца, Луиса Хесуса Фернандеса де Кордобы и Салаберта, 17-го герцога де Мединасели, Виктория Евгения стала 18-й герцогиней де Мединасели и главой дома Мединасели.
Ана Мария Фернандес де Хенестроса, мать Виктории Евгении, была придворной дамой королевы Виктории Евгении Баттенбергской.
Виктория Евгения известна своей активной деятельностью в социальной и культурной жизни Севильи. Её знаменитый дом, Каса де Пилатос, стал местом съемок «Лоуренса Аравийского». В этом же доме герцогиня Мединасели постоянно организовывала разные праздники и балы дебютанток. Среди знаменитых гостей можно выделить Жаклин Кеннеди, князя Ренье и княгиню Грейс.
18 августа 2013 года 96-летняя Виктория Евгения де Фернандес, 18-я герцогиня де Мединасели, скончалась вечером в своей резиденции в Севилье (Каса-де-Пилатос). Герцогиню похоронили в семейном мавзолее в Толедо.

## Семья
12 января 1938 года в Севилье герцогиня де Мединасели вышла замуж за испанского политика и юриста Рафаэля де Медина и Вильялонгу (1905—1992), сына Луиса де Медина и Гарвей (1875—1952) и внука 3-го маркиза Эскивеля. В 1943—1947 годах Рафаэль де Медина и Вильялонга занимал должность мэра Севильи. В браке у супругов родилось четверо детей:
- Анна де Медина и Фернандес де Кордова, 12-я маркиза де Наваэрмоса, 9-я графиня Офалия (2 мая 1940, Севилья — 7 марта 2012, Мадрид). В 1961 года вышла замуж первым браком за принца Максимилиана фон Гогенлоэ-Лангенбургского (1931—1994), от брака с которым у неё было два сына и дочь. В 1982 году супруги развелись. В 1985 году Ана де Медина и Фернандес де Кордоба вторично вышла замуж за Хайме де Урсаиса и Фернандеса де Кастильо (1929—2003), министра культуры Испании. После смерти герцогини Мединасели в 2013 году ей старший внук, Марко Гогенлоэ-Лангенбург, унаследовал многочисленные титулы, в том числе 19-го герцога де Мединасели и гранда Испании. Дети от первого брака:
  - Принц Марко де Гогенлоэ-Лангенбург (8 марта 1962 — 19 августа 2016), 19-й герцог де Мединасели (2013—2016). В 1996 года он женился на немке Сандре Шмитд-Полекс, дочери Ганса Карла Шмитда-Полекса и Карин Гоепфер. Супруги развелись в 2004 году.
    - Виктория Елизавета, 10-я графиня де Офалия (род. 17 марта 1997)
    - Александр Гонсало, 14-й маркиз де Наваэрмоса (род. 9 марта 1999)

  - Принц Пабло Гогенлоэ-Лангенбург (род. 5 марта 1963). В 2002 году женился на Марии дель Прадо и Мугуиро, дочери Хуана Карлоса дель Прадо, 11-го маркиза де Кайседо, и Терезы де Мугуиро и Пидаль. У супругов двое детей
  - Принцесса Флавия Гогенлоэ-Лангенбург (род. 9 марта 1964), в 1990 году вышла замуж за своего дальнего родственника Хосе Луиса де Вильялонга и Санса, от которого у неё трое детей
- Луис де Медина и Фернандес де Кордова, 9-й герцог Сантистебан-дель-Пуэрто, гранд Испании, маркиз де Когольюдо, маркиз де Солера (4 июня 1941, Севилья — 9 февраля 2011, Севилья). В 1969 году женился на Мерседес Конради и Рамирес (род. 1955), от брака с которой у него было две дочери:
  - Виктория Франсиска де Медина и Конради и Рамирес (род. 4 октября 1986), в 2014 году вышла замуж за Мигэля Хосе Кока и Барринуэво
  - Касильда де Медина и Конради и Рамирес (род. 16 мая 1989). 25 ноября 2017 года в Севилье Касильда де Медина вышла замуж за Игнасио де Лойола Креспи де Валлдаура де Консало.
- Рафаэль де Медина и Фернандес де Кордова, 19-й герцог Ферия, гранд Испании, маркиз де Вильяльба (10 августа 1942, Севилья — 5 августа 2001). В 1977 году он женился на бывшей манекенщице Нати Абаскаль и Ромеро-Торо (род. 1943), дочери адвоката Доминго Абаскаля и Фернандеса и внучке 5-го маркиза де Ромеро-Торо. В 1989 году семейная пара распалась. У супругов родилось двое сыновей:
  - Рафаэль де Медина и Абаскаль, 20-й герцог де Ферия, гранд Испании (род. 25 сентября 1978). В 2010 году женился на Лауре Весино (род. 1979), от брака с которой у него двое детей:
    - Рафаэль де Медина и Весино (род. 26 ноября 2012)
    - Лаура де Медина и Весино (род. 26 ноября 2012)

  - Луис де Медина и Абаскаль, граф Сан-Мартин де Хойос (род. 31 августа 1980)
- Игнасио де Медина и Фернандес де Кордова, 19-й герцог де Сегорбе, гранд Испании, граф де Рикла, граф де Ривадивиа (род. 23 февраля 1947, Севилья). В 1976 году первым браком женился на Марии де лас Мерседес Майер де Альенде, с которой развелся в том же году. В 1985 году вторично женился на принцессе Марии де ла Глории Орлеанской-Браганса (род. 1946), бывшей супруге югославского кронпринца Александра Карагеоргиевича. Супруги имеют двух дочерей — единоутробных сестёр наследников династии Карагеоргиевичей:
  - Сол (Солнце) Мария де ла Бланка де Медина и Орлеан-Браганса, 24-я графиня де Ампурьяс (род. 8 августа 1986)
  - Анна Луна де Медина и Орлеан-Браганса, 17-я графиня де Рикла (род. 4 мая 1988)

### Предки по отцовской линии
1. Рамон Перес, сеньор де Фигероа (†1195)
2. Руй Раймондес де Фигероа (†1240)
3. Фернан Руис де Фигероа
4. Суэр Фернандес де Фигероа
5. Гомес Суарес де Фигероа (†1359)
6. Лоренсо I Суарес де Фигероа, великий магистр Ордена Сантьяго (1344—1409)
7. Гомес I Суарес де Фигероа, 1-й сеньор де Ферия (1382—1429)
8. Лоренсо II Суарес де Фигероа, 1-й граф де Ферия (1410—1461)
9. Гомес II Суарес де Фигероа, 2-й граф де Ферия (1461—1506)
10. Лоренсо III Суарес де Фигероа, 3-й граф де Ферия (1505—1528)
11. Альфонсо Фернандес де Кордоба[исп.], 1-й маркиз де Виллафранка (†1589)
12. Педро Фернандес де Кордоба и Фернандес де Кордоба[исп.], 4-й маркиз де Прьего (1563—1606)
13. Алонсо Фернандес де Кордоба и Энрикес де Рибера, 5-й маркиз де Прьего (1588—1645)
14. Луис Фернандес де Кордоба и Энрикес де Рибера[исп.], 6-й маркиз де Прьего (1623—1665)
15. Луис Фернандес де Кордоба и Фернандес де Кордоба, 7-й маркиз де Прьего (1650—1690)
16. Николас Фернандес де Кордоба и де ла Серда, 10-й герцог де Мединасели (1682—1739)
17. Луис Фернандес де Кордоба и Спинола, 11-й герцог де Мединасели (1704—1768)
18. Педро Фернандес де Кордоба, 12-й герцог де Мединасели (1730—1789)
19. Луис Фернандес де Кордоба и Гонзага, 13-й герцог де Мединасели (1749—1806)
20. Луис Фернандес де Кордоба и Бенавидес[исп.], 14-й герцог де Мединасели (1780—1840)
21. Луис Фернандес де Кордоба и Понсе де Леон[исп.], 15-й герцог де Мединасели (1813—1873)
22. Луис Фернандес де Кордоба и Перес де Баррадас, 16-й герцог де Мединсели (1851—1979)
23. Луис Фернандес де Кордоба и Салаберт, 17-й герцог де Мединасели (1880—1956)
24. Виктория Евгения Фернандес де Кордоба, 18-я герцогиня де Мединасели (1917—2013)

## Стили
- Её Превосходительство Донья Виктория Евгения Фернандес де Кордоба и Фернандес де Хенестроса (1917—1951).
- Её Превосходительство Герцогиня де Алькала-де-лос-Асулес (1951—1956).
- Её Превосходительство Герцогиня де Мединасели (1956—2013).

## Список титулов
Герцогские титулы
- 16-я герцогиня де Алькала-де-лос-Гасулес, грандесса Испании (1951—2013)
- 14-я герцогиня де Дения, грандесса Испании (1956—2013)
- 15-я герцогиня де Каминья, грандесса Испании (1956—2013)
- 13-я герцогиня де Сьюдад-Реаль, грандесса Испании (1956—2013)
- 18-я герцогиня де Ферия, грандесса Испании (1956—1969)
- 18-я герцогиня де Мединасели, грандесса Испании (1956—2013)
- 8-я герцогиня де Сантистебан, грандесса Испании (1956—1969)
- 19-я герцогиня де Сегорбе, грандесса Испании (1956—1969)
- 4-я герцогиня де Тарифа, грандесса Испании (1956—2013)

Титулы маркизы
- 14-я маркиза де Алькала де ла Аламеда (1956)
- 14-я маркиза де Аитона, грандесса Испании (1956)
- 17-я маркиза де Камараса, грандесса Испании (1952)
- 14-я маркиза де Сирруэло (1991)
- 17-я маркиза де Комарес (1956)
- 19-я маркиза де Дения (1956)
- 12-я маркиза де Наваэрмоса (1956—1969)
- 17-я маркиза де лас Навас (1956)
- 14-я маркиза де Малагон (1956)
- 15-я маркиза де Монтальбан (1956)
- 20-я маркиза де Палларс (1956)
- 17-я маркиза де Прьего, грандесса Испании (1956)
- 9-я маркиза де Сан Мигэль даль Пеньяс и ла Мота (1985)
- 13-я маркиза де Солера (1956—1969)
- 19-я маркиза де Тарифа (1956)
- 11-я маркиза де Торресилья, грандесса Испании (1956)
- 19-я маркиза де Вильярреаль (1956)
- 15-я маркиза де Вильяфранка (1956)
- 15-я маркиза де Вильяльба (1956—1969)

Графские титулы
- 19-я графиня де Алкотин (1956)
- 15-я графиня де Араманте (1957)
- 52-я графиня де Ампурьяс (1956—1987)
- 13-я графиня де Арамайона (1956)
- 24-я графиня де Буэндиа (1956)
- 21-я графиня де Кастрохерис (1956)
- 20-я графиня де Косентайна (1956)
- 16-я графиня де Кастельяр (1956)
- 19-я графиня дель Риско (1956)
- 19-я графиня де Лос Моралес, аделантада майор де Андалусия (1956)
- 19-я графиня де Медельин (1956)
- 10-я графиня де Мориана-дель-Рио (1957—1969)
- 8-я графиня де Офалия (1956—1962)
- 22-я графиня де Осона (1956)
- 26-я графиня де Прадес (1956)
- 15-я графиня де Рикла (1991—2003)
- 17-я графиня де Санта-Гадеа, гранд Испании (1956)
- 17-я графиня де Валенца и Вальядарес (1956)
- 14-я графиня де Вильялонсо (1956)
- 4-я графиня де Сан-Мартин-де-Хойос (2012—2013)

Виконтские титулы
- 46-я виконтесса де Бас
- 46-я виконтесса де Кабрера
- 12-я виконтесса де Линарес
- 42-я виконтесса де Виламур